# Society for the Advancement of Material and Process Engineering
Society for the Advancement of Material and Process Engineering (SAMPE) – amerykańskie stowarzyszenie zawodowe grupujące specjalistów w zakresie inżynierii materiałowej i inżynierii procesów założone w 1944 roku. Siedziba stowarzyszenia znajduje się w mieście Covina w Kalifornii; organizacja działa na całym świecie, m.in. w Europie, Japonii i Chinach.
SAMPE powstało w 1944 roku jako Society of Aircraft Material and Process Engineers. Pod koniec lat 50. XX wieku nazwa została zmieniona na Society of Aerospace Material and Process Engineers. Od 1973 roku stowarzyszenie działa pod obecną nazwą.
Society for the Advancement of Material and Process Engineering wydaje SAMPE Journal, w którym ukazują się artykuły naukowe poświęcone inżynierii materiałowej i inżynierii procesów. Do 2011 roku publikowano również czasopismo Journal of Advanced Materials.